# Planetfall
Planetfall ist ein Science-Fiction-Textadventure von Steve Meretzky, das 1983 vom US-amerikanischen Entwicklungsstudio und Publisher Infocom veröffentlicht wurde. Meretzkys erstes Werk wurde zu einem Bestseller für Infocom, sodass einige Jahre später eine (weniger erfolgreiche) Fortsetzung mit dem Namen Stationfall entwickelt wurde.

## Handlung
Im Spiel nimmt man die Rolle eines bescheidenen Fähnrichs siebter Klasse auf dem Raumschiff S.P.S. Feinstein ein, der von seinem Vorgesetzten zum Deckschrubben eingeteilt wurde. Nach einer unvermittelten Explosionsserie an Bord verwendet er eine Fluchtkapsel und landet auf einem nahegelegenen Planeten. Es gibt Zeichen von Zivilisation, aber keine Anzeichen von Lebewesen. Der Spieler findet heraus, dass die Bewohner des Planeten von einer globalen Seuche ausgelöscht wurden; die Überlebenden programmierten Computer auf das Finden eines Heilmittels gegen die Seuche und begaben sich selbst in einen Kälteschlaf. Zum Zeitpunkt der unfreiwilligen Ankunft des Spielers auf dem Planeten stehen die Computer unmittelbar vor der Lösung des Seuchenproblems, aber der Planet selbst steht mittlerweile durch Umwelteinflüsse unmittelbar vor der Auslöschung.
Zusammen mit einem hilfreichen Roboter namens Floyd muss der Spieler einen Weg finden, nach Hause zurückzukehren. Er rettet einen Supercomputer vor der Zerstörung und kann so die verbliebene Bevölkerung des Planeten retten, die rechtzeitig geheilt und aufgeweckt wird.

## Spielprinzip und Technik

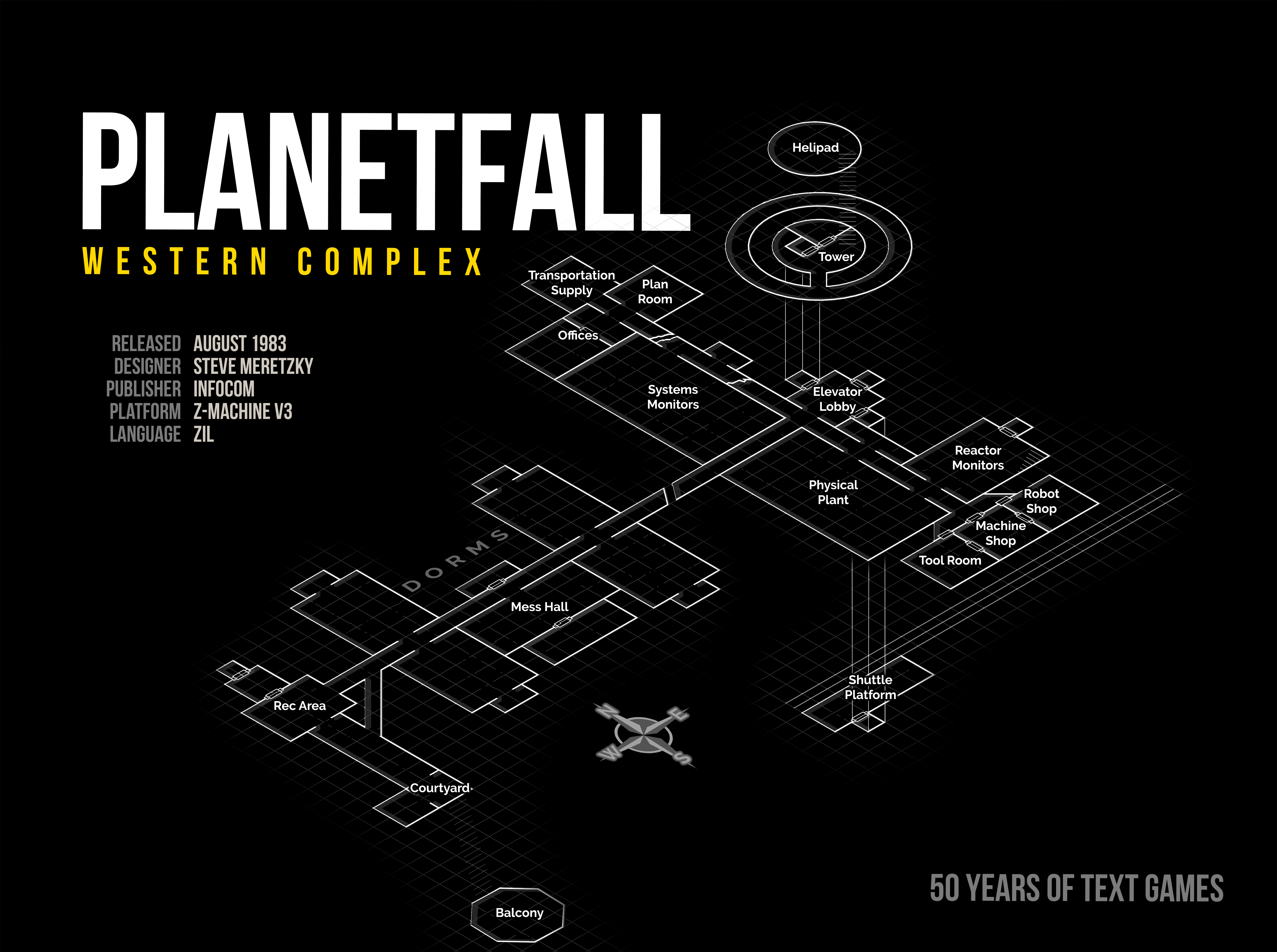
Schematische Darstellung der Spielwelt

Planetfall ist ein Textadventure, das heißt, Umgebung und Geschehnisse werden als Bildschirmtext ausgegeben und die Visualisierung obliegt der Fantasie des Spielers. Die Steuerung des Spiels erfolgt durch die Eingabe von Befehlen an die Spielfigur über die Tastatur. Die Befehle werden zugweise von einem Parser abgearbeitet und die Auswirkungen des Spielzugs auf die Spielwelt berechnet.
Während des Spielverlaufs muss sich der Spieler mit Nahrung versorgen und ausreichend schlafen, was inhaltlich der Immersion in die dem Spiel zu Grunde liegende Survival-Situation dient und im Vergleich zu bis dahin erschienenen Adventures eine Innovation darstellte.

## Produktionsnotizen
Autor Steve Meretzky hatte 1981 bei Infocom als Spieletester angefangen. Planetfall war sein erstes eigenes Spiel.
Wie die meisten Infocom-Spiele wurde Planetfall für zahlreiche verschiedene Hardware-Plattformen gleichzeitig auf den Markt gebracht. Es gab Versionen für PC sowie diverse zeitgenössische Heimcomputer wie Apple II, Atari Heimcomputer, Atari ST, Commodore 64, Commodore 128, Commodore Amiga, Macintosh, Schneider CPC, TI-99/4A und TRS-80. Es wurde von Infocom in der internen Schwierigkeitsbewertung als "Standard" eingestuft und ist ein Kofferwort aus Planet und Landfall. 
Seit 1982 legte Infocom seinen Spielverpackungen diverse Extras bei, im Falle von Planetfall waren dies:
- Ein Stellar-Patrol-"Special-Assignment-Task-Force"-Ausweis in der Form einer Kreditkarte
- drei Postkarten
- Ein Handbuch der Stellar Patrol mit dem Titel "Boldly Going Where Angels Fear to Tread"

Planetfall arbeitete wie viele Spiele von Infocom mit sogenannten roten Heringen (red herrings): Es enthält eine Reihe unnützer Gegenstände, nicht erreichbarer Schauplätze und irreleitende Anhaltspunkte. Im absoluten Gegensatz zu den damals erhältlichen Textadventures war es unnötig, ja sogar unmöglich, an eine Lampe zu kommen, um die in dieser Zeit üblichen „dunklen Bereiche“ (siehe Zork) betreten zu können. Es liegt zwar in einem Labor eine Lampe bereit, der Spieler stirbt aber bei jedem Versuch, diese aufzunehmen. Es gab die Möglichkeit, den Programmcode so zu bearbeiten, dass der Spieler die Lampe in Besitz nehmen konnte. Wenn man nun die „dunklen Bereiche“ aufsuchte, reagierte das Spiel mit der Nachricht „You should not be here.“ Es gibt viele Gemeinsamkeiten zwischen Planetfall und Space Quest von 1986; in beiden Spielen ist der Protagonist eine Art „Weltraum-Hausmeister“, sein Raumschiff wird zerstört beziehungsweise fahruntüchtig gemacht, worauf er auf einem fremden Planeten landet, von dem er flüchten muss.
1988 veröffentlichte der US-amerikanische Science-Fiction-Schriftsteller Arthur Byron Cover den Roman Planetfall, der sich inhaltlich eng an das Spiel anlehnt.
2019 wurde der Quelltext des Spiels auf dem Software-Entwicklungs-Repository GitHub veröffentlicht.

## Rezeption
Das US-amerikanische Spielemagazin Computer Gaming World betonte, dass das Konzept der Interaktion mit Roboter Floyd ein neuartiges Spielkonzept darstelle. Es bringe Bewegung in ein Spiel ohne Grafiken. Redakteur James McPherson lobte die detaillierten Raumbeschreibungen des Spiels, die im Spieler den Wunsch aufkommen ließen, mehr über die Kultur des Planeten zu erfahren. Die Komplexität der Rätsel seien anspruchsvoll, aber nicht frustrierend. Die Packungsbeilagen seien fast so unterhaltsam wie das Spiel selbst. In Summe sei Planetfall ein ideales Spiel für Genreeinsteiger.
Nick Montfort, Professor für digitale Medien am MIT, stellte 2003 retrospektiv heraus, dass Planetfall mit diversen Innovationen aufwarte, von denen einige wie beispielsweise der Zwang, regelmäßig zu essen und zu schlafen, jedoch „schlauerweise in späteren Spielen nicht weiterverwendet wurden“, da sie spielerisch keinerlei interessanten Herausforderungen böten. Mit dem Sidekick Floyd habe Meretzky aber einen der beliebtesten Charaktere der Interactive-Fiction-Geschichte erschaffen. Floyd sorge sowohl für komische als auch für emotionale Momente im Spiel. Durch seine Eigenart, trotz fehlenden Bewusstseins umfangreich mit dem Spieler kommunizieren zu können, erinnere er an Joseph Weizenbaums ELIZA. Der Ludohistoriker Jimmy Maher stellte in seiner Universitäts-Abschlussarbeit 2006 heraus, dass Planetfall eines der ersten Textadventures mit schlüssiger, komplexer Geschichte sei. Unüblich für die damalige Zeit sei die Ausstattung des Spiels mit einer sich nach und nach präsentierenden, fremden Kultur sowie der Einsatz eines Sidekicks, der eine hohe emotionale Bindung an das Spiel erzeuge. Insgesamt spiele sich Planetfall „eher wie Literatur denn als Textadventure“.